# Гоциридзе, Виктор Давидович
Ви́ктор Дави́дович Гоцири́дзе (груз. ვიქტორ დავითის ძე გოცირიძე; 1910, село Хотеви, Рачинский уезд, Кутаисская губерния, Российская империя — 1995, Тбилиси, Грузия) — советский грузинский инженер-строитель, руководитель Тбилисского метростроя, построившего Тбилисский метрополитен, Герой Социалистического Труда (1980).

## Биография
Родился  в 1910 году в селе Хотеви Рачинского уезда Кутаисской губернии (ныне Амбролаурского муниципалитета края Рача-Лечхуми и Квемо-Сванети Грузии) в крестьянской семье. В 1926 году поехал учиться на рабфаке в Москву, где уже работал его старший брат Илларион Гоциридзе. Учился и работал на заводе; зная всего несколько слов по-русски, выучил язык настолько, что впоследствии сам стал помогать отстающим студентам. После рабфака поступил в Московский автодорожный институт на факультет «Дорожное строительство». На 5-м курсе добровольцем отправился на строительство Московского метрополитена. Окончив институт в 1934 году, пришёл на шахту «Красные ворота» инженером смены. В 1934—1937 годах работал на строительстве Московского метрополитена.
В 1937 году вместе с женой Дарьей и дочерью Ириной вернулся в Тбилиси. Получив должность главного инженера в отделе просвещения «Тбилгорисполкома», В. Д. Гоциридзе стал заниматься строительством, обустройством и расширением школ.
Во время Великой Отечественной войны был назначен старшим помощником начальника отдела военной информации Закавказской железной дороги. В обязанности группы перевозок входило обеспечение надёжной перевозки военного оборудования, живой силы, оружия, эвакуированных, продовольствия, топлива.
В 1941—1946 годах служил в штабе Закавказского фронта, после войны — в железнодорожном управлении Закавказья.
В 1952 году Гоциридзе начал работать первым заместителем строительства Тбилисского метро. Однако в 1953 году проект был отменён. В различных инстанциях он отстаивал идею возобновления строительства метрополитена в Тбилиси.
С 1957 года работал начальником управления «Тбилтоннельстрой» (в дальнейшем «Тбилметрострой». При нём в Тбилиси открыта 21 станция метро (все ныне существующие, кроме двух, причём основные конструкции и этих двух станций возведены в советское время) и проложено 27 км линий. Под руководством В. Д. Гоциридзе строились также автомобильные магистрали, железнодорожные и автомобильные тоннели, гидротехнические сооружения, комплексы подземных хранилищ для вина, овощей и фруктов, Метехские тоннели в Тбилиси, значительная часть набережной Куры, здание Института физики, подземная сейсмическая лаборатория Института геофизики, административное здание метрополитена и железнодорожного почтамта, первые подземные переходы.
Был руководителем работ по созданию комплекса Новоафонской пещеры, в том числе Новоафонской пещерной железной дороги.
Указом Президиума Верховного Совета СССР от 28 января 1980 года В. Д. Гоциридзе присвоено звание Героя Социалистического Труда с вручением ордена Ленина и золотой медали «Серп и Молот».
Этим же указом званием Героя Социалистического Труда был награждён бригадир бригадир комплексно-проходческой бригады строительно-монтажного поезда № 213 Александр Иосифович Даташвили.
Родные братья: 
- Гоциридзе, Илья (Илларион) Давидович  (1897—1968) — советский государственный и хозяйственный деятель.  Генерал-директор движения 1-го ранга.
- Гоциридзе, Михаил Давидович (1905—1993) —  советский деятель промышленности, директор Дзержинского завода имени Я. М. Свердлова.

## Память
- После смерти Гоциридзе, в 1995 году, станция метро «Делиси» была переименована в его честь («Виктор Гоциридзе»). Однако в 2007 году ей было возвращено первоначальное название. Метростроевцы и дочь В. Гоциридзе направили письмо в адрес столичного мэра Георгия Угулавы с просьбой вновь увековечить его память. В 2011 году в память о начальнике метростроя была переименована уже другая станция на другой линии — «Гоциридзе» (бывшая «Электродепо»).

## Награды и звания
- Герой Социалистического Труда (28.01.1980)
- 2 ордена Ленина (1966, 1980)
- Орден Отечественной войны II степени (1985)
- Медаль «За боевые заслуги» (1943)
- Лауреат Государственной премии СССР (1977)
- Почётный гражданин Тбилиси (1988)